# أوريليا (أونتاريو)

مقاطعة البرتا

أوريليا (بالإنجليزية: Orillia) بلدة كندية في مقاطعة أونتاريو تبعد 130 كلم شمالي تورونتو عاصمة المقاطعة.

## جغرافيتها
تبلغ مساحتها 28.6 كلم2 وعدد سكانها بحسب إحصائية سنة 2006 حوالي 30,259 نسمة بكثافة 1,057.8 نسمة/كلم2 ورمزها البريدي هو L3V وإحداثياتها هي 44°36′N 79°25′W.

## المناخ
يظهر الجدول التالي التغييرات المناخية على مدار السنة لأوريليا:
| البيانات المناخية لـأوريليا        | البيانات المناخية لـأوريليا | البيانات المناخية لـأوريليا | البيانات المناخية لـأوريليا | البيانات المناخية لـأوريليا | البيانات المناخية لـأوريليا | البيانات المناخية لـأوريليا | البيانات المناخية لـأوريليا | البيانات المناخية لـأوريليا | البيانات المناخية لـأوريليا | البيانات المناخية لـأوريليا | البيانات المناخية لـأوريليا | البيانات المناخية لـأوريليا | البيانات المناخية لـأوريليا |
| الشهر                              | يناير                       | فبراير                      | مارس                        | أبريل                       | مايو                        | يونيو                       | يوليو                       | أغسطس                       | سبتمبر                      | أكتوبر                      | نوفمبر                      | ديسمبر                      | المعدل السنوي               |
| ---------------------------------- | --------------------------- | --------------------------- | --------------------------- | --------------------------- | --------------------------- | --------------------------- | --------------------------- | --------------------------- | --------------------------- | --------------------------- | --------------------------- | --------------------------- | --------------------------- |
| الدرجة القصوى °م (°ف)              | 10.0 (50.0)                 | 13.0 (55.4)                 | 23.0 (73.4)                 | 29.5 (85.1)                 | 32.5 (90.5)                 | 34.0 (93.2)                 | 37.5 (99.5)                 | 34.0 (93.2)                 | 32.5 (90.5)                 | 27.0 (80.6)                 | 21.5 (70.7)                 | 17.0 (62.6)                 | 37.5 (99.5)                 |
| متوسط درجة الحرارة الكبرى °م (°ف)  | −3.6 (25.5)                 | −2.7 (27.1)                 | 2.9 (37.2)                  | 10.7 (51.3)                 | 18.2 (64.8)                 | 22.5 (72.5)                 | 25.7 (78.3)                 | 24.2 (75.6)                 | 19.3 (66.7)                 | 12.2 (54.0)                 | 5.8 (42.4)                  | −0.7 (30.7)                 | 11.2 (52.2)                 |
| المتوسط اليومي °م (°ف)             | −8.4 (16.9)                 | −7.7 (18.1)                 | −2.1 (28.2)                 | 5.7 (42.3)                  | 12.9 (55.2)                 | 17.1 (62.8)                 | 20.6 (69.1)                 | 19.4 (66.9)                 | 14.8 (58.6)                 | 8.2 (46.8)                  | 2.2 (36.0)                  | −4.8 (23.4)                 | 6.5 (43.7)                  |
| متوسط درجة الحرارة الصغرى °م (°ف)  | −13.1 (8.4)                 | −12.6 (9.3)                 | −7.0 (19.4)                 | 0.8 (33.4)                  | 7.5 (45.5)                  | 11.5 (52.7)                 | 15.5 (59.9)                 | 14.6 (58.3)                 | 10.2 (50.4)                 | 3.9 (39.0)                  | −1.3 (29.7)                 | −8.8 (16.2)                 | 1.8 (35.2)                  |
| أدنى درجة حرارة °م (°ف)            | −37.0 (−34.6)               | −37.0 (−34.6)               | −30.0 (−22.0)               | −15.0 (5.0)                 | −3.5 (25.7)                 | 0.5 (32.9)                  | 7.0 (44.6)                  | 4.0 (39.2)                  | −3.0 (26.6)                 | −6.0 (21.2)                 | −9.0 (15.8)                 | −35.0 (−31.0)               | −37.0 (−34.6)               |
| الهطول مم (إنش)                    | 103.1 (4.06)                | 68.1 (2.68)                 | 71.3 (2.81)                 | 72.2 (2.84)                 | 77.6 (3.06)                 | 76.4 (3.01)                 | 77.4 (3.05)                 | 102.4 (4.03)                | 95.5 (3.76)                 | 89.7 (3.53)                 | 102.5 (4.04)                | 107.3 (4.22)                | 1٬043٫2 (41.07)             |
| معدل هطول الأمطار مم (إنش)         | 13.9 (0.55)                 | 15.4 (0.61)                 | 38.4 (1.51)                 | 60.9 (2.40)                 | 77.3 (3.04)                 | 76.4 (3.01)                 | 77.4 (3.05)                 | 102.4 (4.03)                | 95.3 (3.75)                 | 86.5 (3.41)                 | 77.1 (3.04)                 | 29.6 (1.17)                 | 750.6 (29.55)               |
| متوسط تساقط الثلوج سم (إنش)        | 89.2 (35.1)                 | 59.6 (23.5)                 | 32.9 (13.0)                 | 11.3 (4.4)                  | 0.4 (0.2)                   | 0 (0)                       | 0 (0)                       | 0 (0)                       | 0 (0)                       | 3.2 (1.3)                   | 25.4 (10.0)                 | 77.7 (30.6)                 | 292.6 (115.2)               |
| متوسط أيام هطول الأمطار (≥ 0.2 mm) | 16.9                        | 11.8                        | 12.4                        | 12.0                        | 12.8                        | 11.7                        | 9.8                         | 12.5                        | 13.6                        | 15.3                        | 15.7                        | 16.9                        | 161.3                       |
| متوسط الأيام الممطرة (≥ 0.2 mm)    | 2.6                         | 2.3                         | 6.5                         | 10.6                        | 12.7                        | 11.7                        | 9.8                         | 12.5                        | 13.6                        | 15.0                        | 12.3                        | 4.5                         | 114.2                       |
| متوسط الأيام المثلجة (≥ 0.2 cm)    | 14.8                        | 10.2                        | 6.5                         | 2.2                         | 0.17                        | 0                           | 0                           | 0                           | 0                           | 0.73                        | 4.7                         | 13.4                        | 52.7                        |
| المصدر: Environment Canada         |                             |                             |                             |                             |                             |                             |                             |                             |                             |                             |                             |                             |                             |

## أعلام
- أماندا لين
- دوروثي بروكشاو
- آموس أربور
- ليزلي فروست
- فرانكلين كارمايكل
- جوردون لايتفوت
- تشارلز هوارد كوران
- جوزيف داوني
- جاك ريد
- غريغوري إيفانز